# Remington Rand
Remington Rand est un fabricant américain de machines de bureau, très connu pour avoir été le fabricant initial de l'UNIVAC I (premier ordinateur commercial réalisé aux États-Unis), qui fait désormais partie de Unisys. Remington Rand a produit aussi des machines à écrire, des armes et des rasoirs électriques.
Le Remington Rand Building, situé à New York au n°315 Park Avenue South, est un immeuble de 20 étages inauguré en 1911.

## Histoire
Remington Rand est formée en 1927 par la fusion de Remington Typewriter Company (elle-même née en 1926 de la scission de Remington & Sons) et de Rand Kardex Company, une société spécialisée dans les fournitures de bureau. Dans l'année qui suit, Remington Rand achète la Dalton Adding Machine Company, la Powers Accounting Machine Company, la Baker-Vawter Company et la Kalamazoo Loose-Leaf Binder Company. De sa formation jusqu'à 1958, la compagnie fut dirigée par son fondateur James Rand, Jr. (en).
De 1942 à 1945, Remington Rand sera un des fabricants du pistolet automatique Colt M1911 utilisé par les forces armées des États-Unis durant la Seconde Guerre mondiale. La firme en produisit plus que n'importe quel autre fournisseur avec 877 751 exemplaires et fut classée au 66e rang en termes de valeur de contrats militaires pendant la guerre.
Remington Rand se développa par l'acquisition de deux compagnies, pionnières dans le domaine de l'informatique : d'abord la Eckert-Mauchly Computer Corporation, fondatrice de l'ordinateur ENIAC, en 1950, puis l'entreprise Engineering Research Associates (ERA), en 1952. De ce fait, Remington Rand devint une des principales compagnies informatiques de l'époque.
Remington Rand fut racheté par Sperry Corporation en 1955 afin de former une firme nommée « Sperry Rand » (ou simplement « Sperry »). Sperry fusionna en 1986 avec Burroughs Corporation afin de former Unisys Corporation.

## Produits

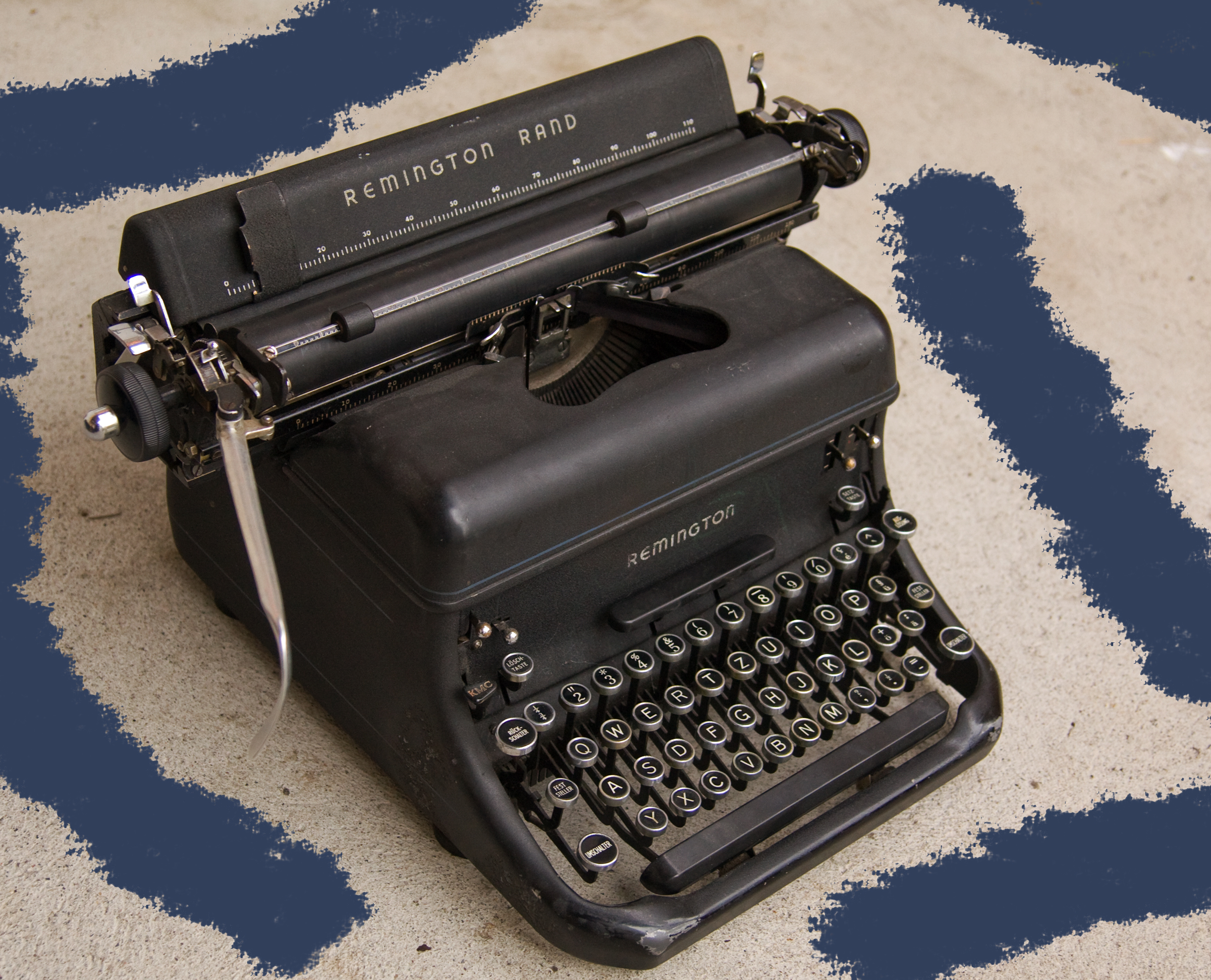
Une machine à écrire Remington de 1947.

### Machines à écrire
Initialement produites par Remington Arms, les machines à écrire Remington furent les premières à utiliser un clavier QWERTY. L'inventeur en fut Christopher Latham Sholes, qui vendit les droits à Remington Arms en 1872 pour 12 000 dollars. La première machine à écrire fut la Remington No. 1, dont toutes les touches étaient en majuscules.
Remington Arms se transforma en Remington Typewriter Company en 1886, et après la fusion de 1927, la Remington Rand Corp. continua à produire et à vendre des machines à écrire.

### L'UNIVAC

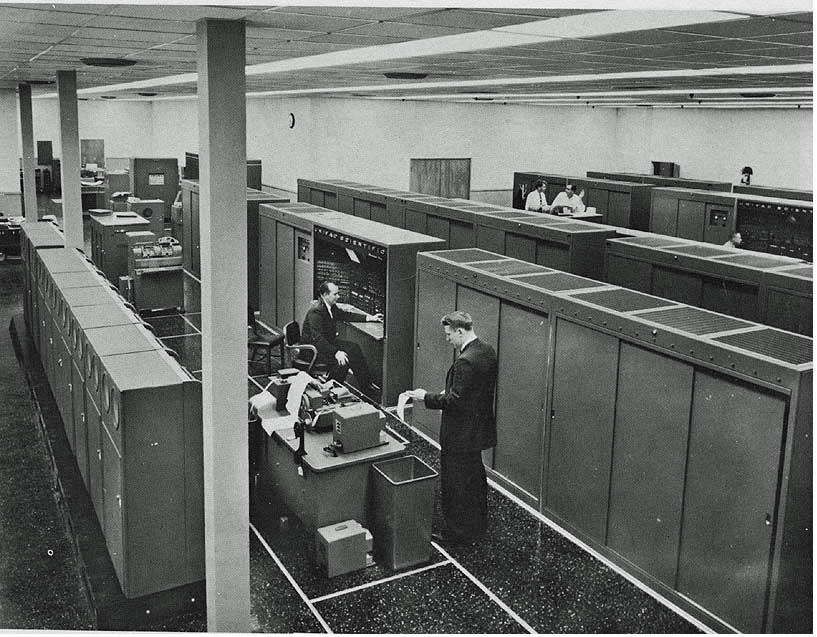
L’UNIVAC 1103, un ordinateur à lampes de Remington Rand.

L'UNIVAC I (pour « UNIVersal Automatic Computer I ») fut le premier ordinateur commercial fait aux États-Unis. Il fut principalement conçu par John Eckert et John William Mauchly, les inventeurs de l'ENIAC. Le travail de conception débuta au sein de leur compagnie, la Eckert-Mauchly Computer Corporation, et se poursuivit après le rachat par Remington Rand.
Le premier UNIVAC fut livré par Sperry Univac au Bureau du recensement des États-Unis le 31 mars 1951. La cinquième machine, fabriquée pour la Commission de l'énergie atomique des États-Unis, fut utilisée par CBS afin de prévoir les résultats de l'élection présidentielle américaine de 1952. Avec un échantillon d'à peine 1 % des votants, la victoire de Eisenhower fut anticipée.
En 1949, Remington Rand conçut la Remington Rand 409 (en), une calculatrice programmable à carte perforée. Elle ne fut commercialisée qu'en 1952 et 1953, sous le nom de UNIVAC 60 et UNIVAC 120.

### Autres produits

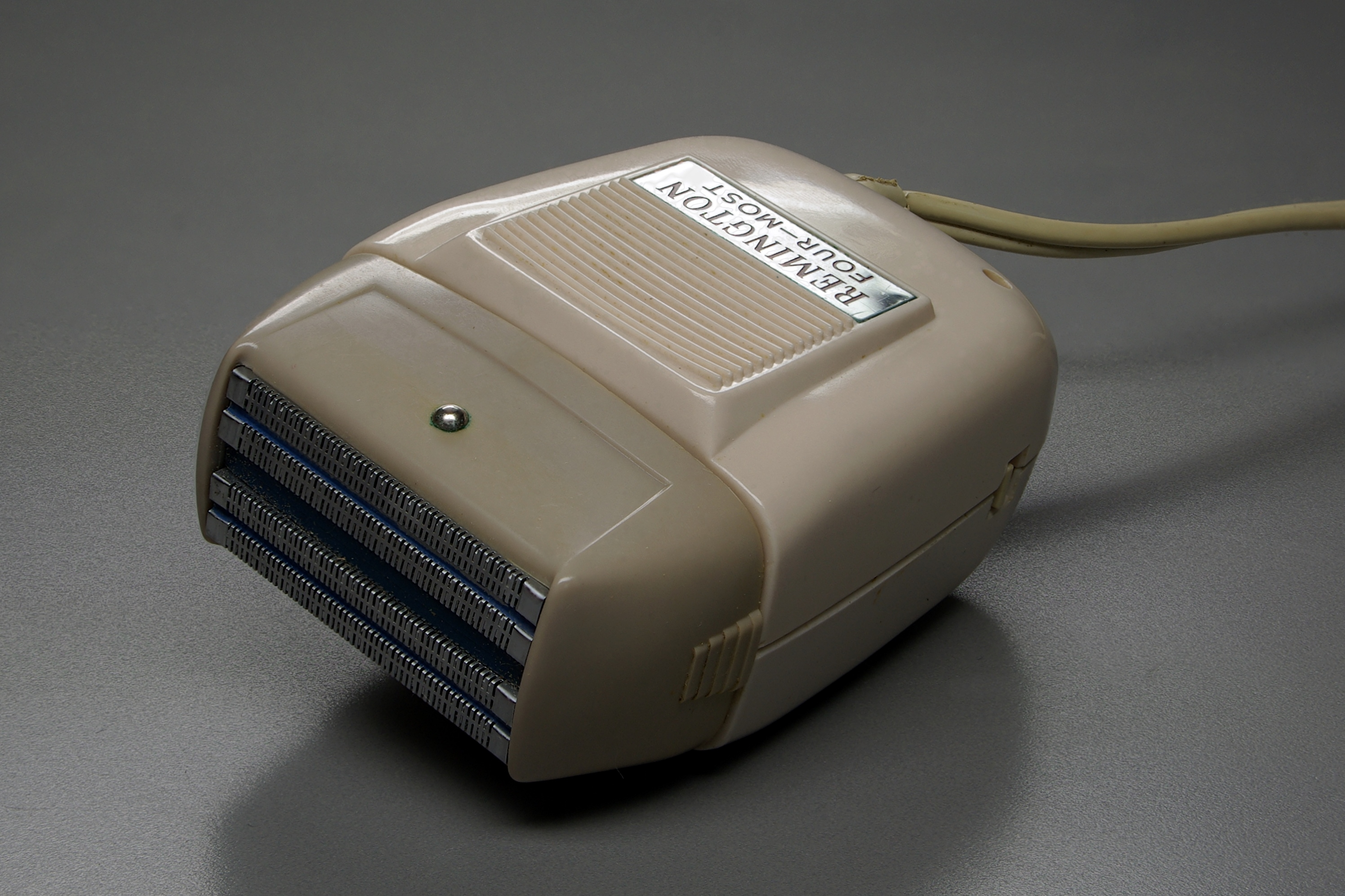
Un rasoir électrique Remington.

Remington Rand a assemblé les ordinateurs ERA 1103.
Remington Rand produisait aussi des  rasoirs électriques. La marque de rasoirs était initialement produite par une division de Remington Rand, qui débuta en 1937. Sperry Corporation vendit la division en 1979 à Victor Kiam. Elle fut rachetée en 2003 par le fabricant de pile électrique Rayovac. Rayovac est aujourd'hui devenu Spectrum Brands.